# فرانسیسکا ماردونز (بازیکن فوتبال)
فرانسیسکا ماردونز (انگلیسی: Francisca Mardones؛ زادهٔ ۲۴ مارس ۱۹۸۹) بازیکن فوتبال اهل شیلی است.
وی همچنین در تیم‌های ملی فوتبال زنان شیلی بازی کرده‌است.